# Santa Rosalía (Vichada)
Santa Rosalía es un municipio colombiano ubicado en el departamento del Vichada. Se encuentra a 320 m s. n. m., a orillas del río Meta. Registrando una temperatura de 25 °C. 

## División Político-Administrativa
Aparte de su Cabecera municipal. Santa Rosalía tiene bajo su jurisdicción un centro poblado: Guacacía.

## Historia
Este poblado existe desde la época virreinal, aunque su fundación definitiva data de 1960 y fue elevado a municipio en 1993. 

## Economía
Su economía gira en torno a la agricultura y la ganadería.

## Estructura organizacional municipal
| Santa Rosalía | Santa Rosalía | Santa Rosalía              |
| Departamento  | Código DANE   | Categoría municipal (2023) |
| ------------- | ------------- | -------------------------- |
| Vichada       | 99624         | Sexta                      |

- Personería: Es un centro del Ministerio Público de Colombia que ejerce, vigila y hace control sobre la gestión de las alcaldías y entes descentralizados; velan por la promoción y protección de los derechos humanos; vigilan el debido proceso, la conservación del medio ambiente, el patrimonio público y la prestación eficiente de los servicios públicos, garantizando a la ciudadanía la defensa de sus derechos e intereses.

- Concejo Municipal: Es la suprema autoridad política del municipio. En materia administrativa sus atribuciones son de carácter normativo. También le corresponde vigilar y hacer control político a la administración municipal. Se regulan por los reglamentos internos de la corporación en el marco de la Constitución Política Colombiana (artículo 313) y las leyes, en especial la Ley 136 de 1994 y la Ley 1551 de 2012.

Constituido por 7 concejales por un periodo de 4 años.
- Alcaldía Municipal: En esta se encuentra la administración municipal y las entidades descentralizadas del municipio.

El Alcalde se pronuncia mediante decretos y se desempeña como representante legal, judicial y extrajudicial del municipio. El actual Alcalde municipal es Esneider Marulanda López (2024-2027), elegido por voto popular.
- JAL.